# Paul J. Massicotte
Paul J. Massicotte, né le 10 septembre 1951 au Manitoba, est un homme politique canadien. Il est nommé le 26 juin 2003 au Sénat du Canada en tant que représentant de la division de De Lanaudière. Nommé par le Premier ministre Jean Chrétien, Massicotte siège en tant que libéral. Il siège sur le Comité permanent des banques et du commerce ainsi que sur le Comité permanent de l'énergie, de l'environnement et des ressources naturelles.
Il siège aux conseils d’administration de la Fondation de l’Hôpital Sainte-Anne et de la Fondation du YMCA du Grand Montréal. Il demeure également actif auprès de divers autres organismes sociaux et de charité.

## Biographie
Né le 10 septembre 1951 au Manitoba, Canada, M. Massicotte obtient, en 1974, un baccalauréat avec spécialisation en administration de l’Université du Manitoba, où il figure au palmarès du doyen avec honneur (« Dean’s Honour List »). En 1976, alors qu’il est employé chez Pricewaterhouse Coopers, il reçoit le titre de comptable agréé du Manitoba et, l’année suivante, il devient membre de l’Ordre des comptables agréés du Québec.
M. Massicotte occupe successivement des postes de direction au sein de promoteurs et propriétaires immobiliers dans l’Ouest Canadien de 1977 à 1984, avant de s’installer à Montréal en 1985, pour se joindre au Groupe Alexis Nihon. 
Massicotte est président d’Alexis Nihon de 1985 à 2006. Il devient propriétaire d’Attractions Hippiques, qui détenait et opérait les hippodromes du Québec de 2006 à 2009. 
En février 2005, M. Massicotte s’est fait conférer le titre de « Fellow » par l’Ordre des comptables agréés du Québec, la plus haute distinction honorifique de la profession.
La même année, le sénateur Massicotte a demandé l’avis du conseil sénatorial à l’éthique à propos d’un contrat que détenait le gouvernement fédéral avec FPI Alexis Nihon. En particulier, le sénateur voulait s’assurer d’être en conformité avec le Code régissant les conflits d’intérêt. Le conseiller sénatorial à l’éthique, M. Jean T. Fournier, a conclu que le bail entre FPI Alexis Nihon et le gouvernement fédéral à Gatineau ne créait aucun conflit d’intérêt pour le sénateur. Le contrat avait été offert après une demande de soumission publique, juste et adéquate, ayant eu lieu avant la nomination du sénateur Massicotte. Toutefois, il est à noter que plusieurs mesures ont été recommandées afin d’assurer une conformité quant aux conditions du Code régissant les conflits d’intérêt pour les sénateurs.Le sénateur Massicotte n’a plus de lien avec le bail en question.

## Comités
Par le passé, M. Massicotte a été membre du conseil d’administration de la Banque du Canada et membre du comité consultatif de Mercantile Bancorp Limited. Il a également contribué à titre de membre du conseil d’administration de la Chambre de commerce du Canada, l’Association des biens immobiliers du Canada, du Programme canadien de revenu résidentiel, de la Fondation de la Chambre de commerce du Montréal métropolitain et de la Chambre de commerce du Montréal métropolitain. Il a aussi été membre du conseil général de la société du Quartier International de Montréal (QIM) et membre du Conseil Canadien du Young Presidents’ Organization (YPO) en plus d'être président de son comité directeur, section du Québec. M. Massicotte fut l’un des directeurs-fondateurs de l’Institut de développement urbain du Québec (IDU), pour lequel il fut d’ailleurs administrateur, président du conseil d’administration et président. Il fut aussi membre du conseil de la compagnie d’assurance La Solidarité, du Comité d’étude sur l’équité fiscale au palier municipal dans la région de Montréal et de IDU Canada. En 1997/98, il parraina le lauréat du prix québécois décerné par la Banque de développement du Canada, à titre de mentor. Il a également agi en tant que coprésident d'honneur de la campagne de collecte de fonds 2002-2003 pour la Fondation de la Maison George Stephen, en plus d’être un des patrons d'honneur pour les campagnes de financement 2002-2003 et 2003-2004 de la Maison Le Chaînon. Plus récemment, en 2007, lui et son épouse ont organisé un défilé de mode au profit du Centre d’Actions Bénévoles de la Vallée de la Richelieu.